# Manhattan Mayhem V
Manhattan Mayhem V est un pay-per-view de catch produit par la Ring of Honor (ROH), qui était disponible uniquement en ligne. Le PPV se déroula le 17 août 2013 au Hammerstein Ballroom à Manhattan, dans l'état de New York. Ce PPV se déroule tous les 2 ans depuis 2005. C'était le 5e Manhattan Mayhem de l'histoire de la ROH.

## Contexte
Les spectacles de la Ring of Honor en paiement à la séance sont constitués de matchs aux résultats prédéterminés par les scénaristes de la ROH. Ces rencontres sont justifiées par des storylines - une rivalité avec un catcheur, la plupart du temps - ou par des qualifications survenues au cours de shows précédant l'évènement. Tous les catcheurs possèdent un gimmick, c'est-à-dire qu'ils incarnent un personnage face (gentil) ou heel (méchant), qui évolue au fil des rencontres. Un pay-per-view comme Manhattan Mayhem est donc un événement tournant pour les différentes storylines en cours.

## Résultats
| #                                                                | Matchs,                                                                                                  | Stipulation                                            | Durée |
| ---------------------------------------------------------------- | --- | ------------------------------------------------------ | ----- |
| 1                                                                | Silas Young bat Adam Page                                                                                | Match simple                                           |       |
| 2                                                                | C&C Wrestle Factory (Caprice Coleman & Cedric Alexander) battent Adrenaline Rush (ACH & Tadarius Thomas) | Tag Team match                                         |       |
| 3                                                                | Matt Taven bat Mike Mondo *                                                                              | Match simple                                           |       |
| 4                                                                | Forever Hooligans (Alex Koslov & Rocky Romero) battent The Young Bucks (Matt Jackson & Nick Jackson)     | Tag Team match                                         |       |
| 5                                                                | Outlaw Inc. (Eddie Kingston & Homicide) battent Marshall Law (Q.T. Marshall & R.D. Evans)                | Tag Team match                                         |       |
| 6                                                                | Tommaso Ciampa bat Michael Bennett (avec Maria Kanellis)                                                 | Quart de finale pour le ROH World Championship vacant  |       |
| 7                                                                | Kevin Steen bat Roderick Strong                                                                          | Quart de finale pour le ROH World Championship vacant  |       |
| 8                                                                | Michael Elgin bat Karl Anderson                                                                          | Quart de finale pour le ROH World Championship vacant  |       |
| 9                                                                | reDRagon (Bobby Fish & Kyle O'Reilly) battent The American Wolves (Davey Richards & Eddie Edwards) (c)   | Tag Team match pour le ROH World Tag Team Championship |       |
| (c) désigne le(s) champion(s) défendant son titre dans le match. | |                                                        |       |

- *Si Mike Mondo gagne, il aura une opportunité pour le ROH World Television Championship, détenu par Matt Taven.